# Такаока (Тояма)

36°45′15″ пн. ш. 137°01′33″ сх. д. / 36.75417° пн. ш. 137.02583° сх. д.
Такао́ка (яп. 高岡市, たかおかし, МФА: [taka.oka ɕi̥]) — місто в Японії, в префектурі Тояма.

## Короткі відомості
Розташоване в північно-західній частині префектури, на березі Японського моря, на території рівнини Тонамі. Виникло на основі стародавнього адміністративного центру провінції Еттю. В ранньому новому часі стало призамковим містечком, що було закладене Маедою Тосіїе. Отримало статус міста 1889 року.
Основою економіки є металургія, обробка алюмінію, хімічна промисловість, комерція. Традиційне ремесло — ливарництво, виготовлення мідного і дерев'яного посуду, буддистських вівтарів. В місті розташовані статуя Такаокського будди та старовинний монастир Дзуйрюдзі. Станом на 1 квітня 2009 площа міста становила 209,38 км². Станом на 1 липня 2011 населення міста становило 175 362 осіб.

## Освіта
- Тоямський університет (додатковий кампус)